# Wilhelm Ludwig Wekhrlin
Wilhelm Ludwig Wekhrlin, eigentlich Wilhelm Ludwig Weckherlin (* 7. Juli 1739 in Botnang; † 24. November 1792 in Ansbach) war ein deutscher Journalist und Schriftsteller in der Zeit der Aufklärung.

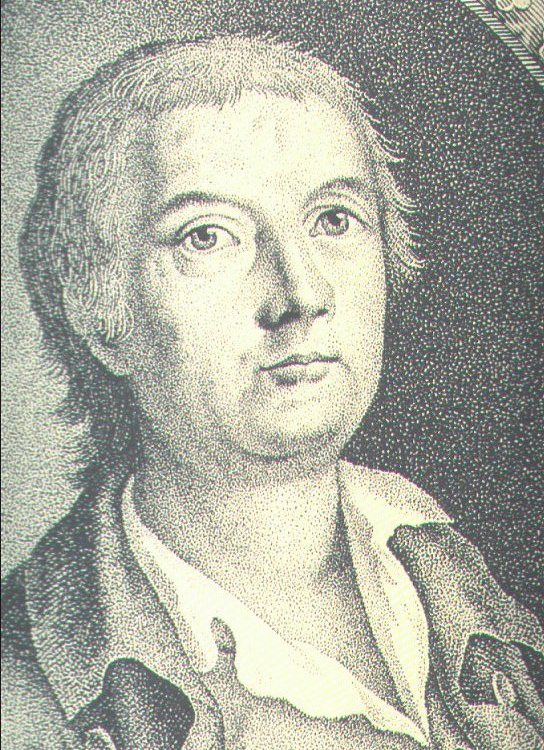
Wilhelm Ludwig Wekhrlin

## Leben
Wekhrlin wurde 1739 in Botnang als Sohn des Dorfpfarrers geboren. Nach dem Tod des Vaters 1746 heiratete Wekhrlins Mutter 1749 den Schreiber Martin Heuglin, der noch im selben Jahr eine Stelle als Amtsschreiber in Ludwigsburg antrat.
Die falsche – wahrscheinlich auf Wekhrlins eigenen Behauptungen basierende – Information, er sei von 1757 bis 1766 Hofmeister in Straßburg und Paris sowie Privatsekretär Voltaires gewesen, wurde von Biographen bis ins 20. Jahrhundert weitergegeben. Stattdessen gilt als gesichert, dass Wekhrlin von 1757 bis 1766 als Gehilfe des Schreibers Heuglin in Ludwigsburg arbeitete. Anschließend ließ er sich in Wien nieder, wo er als Schreiber und Mitarbeiter des französischen Botschafters arbeitete. 1772 übernahm er die Redaktion des Wiener Diariums, einer zweimal wöchentlich erscheinenden Zeitung, die dem Herrscherhaus nahestand. Parallel dazu verfasste und vertrieb Wekhrlin handschriftliche Zeitungen, in denen er Anekdoten aus dem Kaiserhaus, Pikanterien und Hofklatsch ausbreitete – eine Vorform des Boulevardjournalismus. Durch die handschriftliche Form konnte Wekhrlin die Zensur auf Druckerzeugnisse unterlaufen.
1773 wurde Wekhrlin als Verfasser der handschriftlichen Zeitungen verhaftet. Er wurde zunächst aus den habsburgischen Erblanden ausgewiesen. Nach kurzem Aufenthalt in Regensburg kehrte er heimlich zurück nach Wien und trat wieder in den Dienst der französischen Botschaft. Nach einer weiteren Verhaftung wegen einer Spionageaffäre wurde Wekhrlin als Informant in den diplomatischen Geheimdienst Kaiserin Maria Theresias aufgenommen. Weil Wekhrlin als Spitzel jedoch kaum von Nutzen war, verfügte die Kaiserin 1776, ihn für seine Dienste zu entlohnen und aus Österreich auszuweisen. Im Frühjahr 1776 siedelte Wekhrlin nach Augsburg über. Dort erschien mit den Denkwürdigkeiten von Wien die erste satirische Reisebeschreibung des Aufklärers. Der Augsburger Amtsbürgermeister Johann Baptist von Rehlingen nahm die Schrift zum Anlass, Wekhrlin im Frühjahr 1777 den Ausweisungsbefehl zu erteilen.
Wekhrlin wandte sich nun nach Nördlingen, dem Sitz des Verlegers Karl Gottlob Beck. Gemeinsam widmeten sie sich der Herausgabe einer weiteren Reisebeschreibung, Anselmus Rabiosus Reise nach Oberdeutschland, und der zweimal wöchentlich erscheinenden Zeitung Das Felleisen. Wegen privater Streitigkeiten mit dem Nördlinger Bürgermeister Tröltsch wurde Wekhrlin bereits 1778 wieder aus Nördlingen ausgewiesen. Nun ließ er sich im nahe gelegenen Baldingen nieder. Das Dorf lag im Herrschaftsbereich des Fürsten von Oettingen-Wallerstein, der Wekhrlin zunächst wohlgesinnt war. Hier entstand dessen erste Zeitschrift, eine politisch-historische Zeitschrift mit dem Titel Chronologen. Dieses wurde nach sechs Jahren von der Zeitschrift Das Graue Ungeheur abgelöst. Mitarbeiter des Grauen Ungeheurs waren unter anderem Georg Christoph Lichtenberg und Gottfried August Bürger.
Weil Wekhrlin von Baldingen aus Streit- und Spottschriften gegen den Bürgermeister von Nördlingen publizierte, etwa Das Bürgermeisteramt des Harlekin und Die affentheurliche Historia des lächerlichen Pritschenmeisters und Erzgauklers Pips von Hasenfuß, forderte der Rat der Stadt in einem Brief an den Fürsten von Oettingen-Wallerstein die sofortige Auslieferung Wekhrlins. Am 4. Mai 1787 wurde Wekhrlin verhaftet und auf die Burg Hochhaus, die der Fürst als Verwaltungsgebäude nutzte, gebracht. Dort war er bis 1792, zuletzt unter milderen Bedingungen, inhaftiert. Wekhrlin gelang es, die letzten vier Hefte des Grauen Ungeheurs in der Haft fertigzustellen. Dann verlegte er sich mit der Zeitschrift Hyperboreische Briefe, die von der Zeitschrift Paragrafen abgelöst wurde, auf philosophische Betrachtungen.
1792 erhielt Wekhrlin vom Fürsten die Erlaubnis, Burg Hochhaus zu verlassen, um in Ansbach eine Zeitung herauszugeben. Der preußische Minister Karl August von Hardenberg erteilte ihm ein königliches Privileg zur Herausgabe der Ansbachischen Blätter, die vom 1. August 1792 an zweimal wöchentlich erschienen. Von anderen Zeitungen unterschieden sich die Ansbachischen Blätter durch ihren Versuch, bei aller Parteinahme für Preußen und gegen die französischen Revolutionäre ausgewogen zu berichten. Die Ansbacher sahen in Wekhrlin jedoch den „Franzosenfreund“. Als immer neue Nachrichten vom Eindringen des Revolutionsheeres nach Deutschland Ansbach erreichten, rottete sich der aufgebrachte Mob vor Wekhrlins Haus zusammen. Die Polizei stellte ihn zu seinem Schutz unter Hausarrest und beschlagnahmte seine Papiere. Nervlich zerrüttet, brach Wekhrlin am 24. November zusammen und starb kurz darauf.

## Leistungen
Wekhrlin gilt als einer der kämpferischsten und engagiertesten unter den deutschen Publizisten der Aufklärung. Als einer der ersten Vollzeitjournalisten in Deutschland lebte Wekhrlin ausschließlich vom Ertrag seiner Publikationen. Im Vordergrund seines publizistischen Schaffens steht der Kampf dieses Aufklärers um bürgerliche Gleichheit, Meinungsfreiheit, Toleranz und soziale Gerechtigkeit. In diesem Zusammenhang steht sein leidenschaftliches Eintreten für Anna Göldi, die 1782 in Glarus hingerichtet wurde („letzte Hexe Europas“). Eine daraus resultierende Vorladung der Glarner Obrigkeit schlug er mit der Begründung aus, nur „von einem Tollhäusler sei zu erwarten, daß er sich freiwillig vor einen Schranken stelle, wo die Partei zugleich Richter sei“.
Wekhrlin befürwortete einen freien Journalismus, der sich an das breite Publikum statt nur an Akademiker richtete. Geistiges Vorbild war Voltaire, dessen Werke Wekhrlin auszugsweise ins Deutsche übersetzte und publizierte.

## Werke

### Reisebeschreibungen
- Denkwürdigkeiten von Wien. Nördlingen: Beck, 1777.
- Anselmus Rabiosus Reise durch Oberdeutschland. Nördlingen: Beck, 1778.

### Zeitungen
- Das Felleisen. Nördlingen: Beck, 1778. zweimal wöchentlich.
- Ansbachische Blätter. Ansbach: Hiller, 1792. zweimal wöchentlich

### Zeitschriften
- Chronologen. Nürnberg: Felsecker, 1779–1783. monatlich, später unregelmäßig.
- Das Graue Ungeheuer. Nürnberg: Felsecker, 1784–1787. monatlich.
- Hyperboreische Briefe. Nürnberg: Felsecker, 1788–1790. monatlich.
- Paragraphen. Nürnberg: Felsecker, 1790–1792. unperiodisch.